# Вайдотас Шиленас
Вайдотас Шиленас (лит. Vaidotas Šilėnas, нар. 16 липня 1985, Кельме) — литовський футболіст, захисник, півзахисник національної збірної Литви.

## Клубна кар'єра
У дорослому футболі дебютував 2006 року виступами за команду клубу «Шяуляй», в якій провів п'ять сезонів, взявши участь у 107 матчах чемпіонату.  Більшість часу, проведеного у складі «Шяуляя», був основним гравцем команди.
Своєю грою за цю команду привернув увагу представників тренерського штабу клубу «Жальгіріс», до складу якого приєднався 2011 року. Відіграв у складі тогочасного лідера литовського футболу чотири сезони своєї ігрової кар'єри. Граючи у складі «Жальгіріса» також здебільшого виходив на поле в основному складі команди. За цей час став дворазовим чемпіоном Литви, триразовим володарем Кубка Литви і володарем Суперкубка Литви. 
Частину 2015 року захищав кольори «Судува», пізніше того ж року став гравцем «Тракая».

## Виступи за збірну
2011 року дебютував в офіційних матчах у складі національної збірної Литви.

## Титули і досягнення
- Чемпіон Литви (2):

«Жальгіріс»: 2013, 2014
- Володар Кубка Литви (3):

«Жальгіріс»: 2011-2012, 2012-2013, 2013-2014
- Володар Суперкубка Литви (1):

«Жальгіріс»: 2013